# Stegnaster wesseli
Stegnaster wesseli är en sjöstjärneart som först beskrevs av Perrier 1875.  Stegnaster wesseli ingår i släktet Stegnaster och familjen Asterinidae. Inga underarter finns listade i Catalogue of Life.